# Superman III – Der stählerne Blitz
Superman III – Der stählerne Blitz ist ein Science-Fiction-Film aus dem Jahr 1983 mit Christopher Reeve in der Hauptrolle. Er ist der dritte Teil der Superman-Filmreihe und ein Film von Warner Bros. Entertainment. Regie führte wie beim zweiten Teil Richard Lester. Die Deutschlandpremiere fand am 9. März 1984 statt.

## Handlung
Der milliardenschwere Industrietycoon Ross Webster setzt alles daran, um sein riesiges Imperium (Firma Webscoe) noch zu vergrößern und die Konkurrenz auszuschalten. Dazu nutzt er vor allem die moderne Technik in Form von Computern. Der arbeitslose Gus Gorman, welcher in Websters Konzern eine kleine Stelle als Programmierer erhält, kommt daher wie gerufen, da Gorman sich als Naturtalent an den elektronischen Rechenmaschinen entpuppt.
Webster will sich die Monopolstellung auf dem Kaffeemarkt sichern und lässt Gorman daher einen Wettersatelliten umprogrammieren, der Unwetter über Kolumbien erzeugt, welche die Kaffeebohnenernte vernichten sollen. Doch Superman kann die Katastrophe abwenden und die Ernte retten. Der wütende Webster will den Stählernen daher endgültig aus dem Weg räumen und geht mit Gorman einen Handel ein: Gus soll ihm helfen, synthetisches Kryptonit herstellen, dafür wird Webster ihm seinen Traum erfüllen – und ihm den vollkommenen Computer bauen.
Supermans Alter Ego Clark Kent reist inzwischen in seine Heimatstadt Smallville, um für den Daily Planet über sein Highschool-Klassentreffen zu berichten. Jimmy Olsen ist als Fotograf dabei. Dabei kann Superman unterwegs einen Großbrand in einer Chemiefabrik, in der auch mit gefährlicher Säure gearbeitet wird, löschen.
In Smallville trifft Clark seine Jugendliebe Lana Lang wieder, die inzwischen einen Sohn hat. Als er als Superman den kleinen Ricky aus einer Gefahrensituation rettet, ist dies letztlich der Stadt Anlass, den Helden im Cape auszuzeichnen. Bei dieser Gelegenheit erscheint Gus Gorman in militärischer Verkleidung, um ihm für die Rettung der Chemiefabrik eine Auszeichnung zu überreichen. Diese Trophäe besteht jedoch aus dem synthetischen Kryptonit.
Da Gorman die im echten Kryptonit als unbekannte Substanz analysierten 0,57 Prozent durch Teer ersetzen ließ, hat die künstliche Form keine tödliche Wirkung auf Superman, sondern macht ihn schleichend zu einem trinkenden Raufbold, dem alles egal zu sein scheint und der nur tut, was ihm Spaß macht. So bläst er unter anderem das olympische Feuer aus und rückt den Schiefen Turm von Pisa gerade. In dieser Verfassung ist er leichte Beute für Webster, der mit Hilfe seiner Geliebten Lorelei Superman dazu bringt, eine von ihm geschaffene künstliche Ölkrise aufrechtzuerhalten.
Inzwischen kommen die positiven Tugenden in Superman wieder hervor. Auf einem Schrottplatz kommt es zum Kampf zwischen dem bösen Kryptonier und dessen guter Seite, verkörpert durch Clark. Letzterer kann die Auseinandersetzung für sich entscheiden und Superman ist wieder der Alte.
Daraufhin macht er sich an die Verfolgung von Webster, der mit seiner Schwester und Geschäftspartnerin Vera, Lorelei und Gorman in eine versteckte Höhle im Grand Canyon geflohen ist, wo der inzwischen fertig errichtete Supercomputer steht. Superman kann alle Verteidigungsanlagen ausschalten und wird vom Megarechner aufgehalten. Als dieser den Stählernen fast umbringt, wendet sich Gus von den Websters ab und kappt die Stromzufuhr. Doch der Computer reaktiviert sich, speist sich selbst direkt aus der amerikanischen Stromversorgung und rebelliert nun auch gegen seine Erbauer. Superman kann jedoch den Computer mit der in Gasform alles zerfressenden Säure aus der geretteten Chemiefabrik zerstören.
Die Websters werden dingfest gemacht, Gorman gerettet und Superman macht seine begangenen Missetaten wieder rückgängig.

## Kritiken
Der Film erhielt überwiegend negative Kritiken und erreichte bei Rotten Tomatoes eine Bewertung von 26 %, basierend auf 43 Kritiken. Bei Metacritic konnte ein Metascore von 42, basierend auf 9 Kritiken, erzielt werden.

„Vier Jahre nach seinem Vorgänger produziert, geriet diese Version zu einem Sammelsurium selbstironischer Nummern und Slapstick-Einlagen, das sich zu keiner überzeugenden Geschichte zusammenfügt. Unterhaltung ohne Ansprüche und auch ohne Glanz.“

## Sonstiges
- Superman III sollte zunächst Superman vs. Superman heißen und wurde hauptsächlich in Kanada gedreht. Als Kulisse für Metropolis und Smallville diente die Stadt Calgary.[5]
- Die Rolle der Lois-Lane-Darstellerin Margot Kidder fiel deshalb so klein aus, weil sie sich mit den Produzenten überworfen und sich lautstark über die Ausbootung von Richard Donner als Regisseur von Superman II beklagt hatte.[6]
- Annette O’Toole, die im Film Clarks Jugendfreundin Lana Lang spielt, bekam später in der ebenfalls das Superman/Clark-Kent-Universum tangierenden Warner-Brothers-Serie Smallville die Rolle von Clarks Mutter Martha Kent.
- Im Film taucht die Figur der „Minnie Bannister“ auf. Dies ist eine Reminiszenz an Richard Lester, der an einer Radio-Show der BBC mitwirkte, in der „Minnie Bannister“ eine Hauptfigur war.
- Der Junge, der zu Anfang des Films den Fotoautomaten (mit Superman darin) bedient, ist derselbe, der das Baby „Kal-El“ (Supermans Geburtsname) im ersten Superman-Film von 1978 spielte.[7]
- Ursprünglich sollte Alan Alda die Rolle des Ross Webster spielen.
- Die Arbeitsweise, mit der Gus Corman mittels Computer illegal Geld auf sein Konto transferiert, wird in der Computerkriminalität als „Salami Slicing“ bezeichnet.
- Dies war der erste Film der Reihe, in dem Christopher Reeve die größte Gage aller mitwirkenden Schauspieler bekam.
- Im Film wird die Zusammensetzung von Kryptonit ermittelt:[8]
  - Plutonium 15,08 %
  - Tantal 18,06 %
  - Xenon 27,71 %
  - Promethium 24,02 %
  - Dialium 10,62 % (fiktives Element, Name der Obstsorte Dialium)
  - Quecksilber 3,94 %
  - unbekannt 0,57 % (von Gus Gorman durch Teer, wie er im Zigarettentabak vorkommt, ersetzt)
- Während des Schrottplatzkampfes ist im Hintergrund ein Kinoplakat des Films Blade Runner zu sehen.
- Bei den bisherigen Ausstrahlungen im deutschen Fernsehen war der Film immer geschnitten, meist an derselben Stelle. Während des „Schrottplatzkampfes“ zwischen dem bösen Superman und dem guten Clark lässt Ersterer mittels Hitzeblick einen tonnenschweren Schrottmagneten auf Clark fallen und dreht sich zum Gehen um. Als Clark unverletzt darunter hervorkriecht, kommt der böse Superman zurück und tritt auf Clark zu. Hier kommt ein Filmschnitt, und es fehlt, wie Superman Clark zusammenschlägt. Die bisherigen Fassungen setzen beim am Boden knienden Clark wieder ein, der von Superman einen relativ schwachen Kniestoß bekommt, aufgehoben und zur Vernichtung in eine Schrottpresse befördert wird.

## Auszeichnungen
Der Film war 1984 in den Kategorien Bester Darsteller (Christopher Reeve) sowie Beste Nebendarstellerin (Annette O’Toole) für den Saturn Award nominiert. Komponist Giorgio Moroder und Darsteller Richard Pryor waren beide für die Goldene Himbeere nominiert.